# Исидор Севилски
Свети Исидор Севилски (на испански: San Isidoro de Sevilla; на латински: Sanctus Isidorus Hispalensis ок. 560 – 4 април 636 г.) е архиепископ на Севиля повече от три десетилетия и има слава на един от най-великите учени от времето на Ранното Средновековие. Всички исторически писания за Испания, написани по-нататък в Средновековието, се основават на историческите трудове на Исидор. Той също помага много за приемането на астрологията в Средновековна Европа.

## Биография
Исидор е роден през 560 г. в Картахена, Испания. Произхожда по линия на баща си от старо римско аристократично семейство. Внук е по майчина линия на вестготски крал.
През 601 г. Исидор става епископ в Севиля. Бил е един от най-влиятелните политици на Вестготското кралство.
Най-известните негови произведения, които се използват за исторически извори са съчиненията му „История на кралете на готите, вандалите и свевите“, „За природата на нещата“ (De natura rerum) и „Етимологии“ (Etymologiae u Originum sive etymologicarum libri viginti). Последното е особено интересно, тъй като е подобно на енциклопедия и представя произхода и значението на важни термини и научни дисциплини като право, история, земеделие, математика, риторика, граматика. Освен това съдържа сведения за минерали, метали, земя и др., а има и схоластични разсъждения.
Умира на 4 април 636 година.

## Издания
- The Etymologies of Isidore of Seville. Tr. by S. A. Barney, W. J. Lewis, J. A. Beach, O. Berghof. With the collaboration of M. Hall. Cambridge: Cambridge University Press, 2006.
- Isidori Hispalensis Episcopi Liber Differentiarum [II]. Ed. by María Adelaida Andrés Sanz. Turnhout: Brepols, 2006 (Corpus Christianorum Series Latina, 111A).

## Изследвания
- Fontaine, J. Isidore de Seville et la mutation de l'encyclopedisme antique. – Cahiers d'histoire mondiale, 9, 1966, 519 – 538.
- Hillgarth, J. N. The Position of Isidorian Studies: A Critical Review of the Literature, 1936 – 1975. – Studi Medievali, 24, 3rd Series, 1983, 883 – 893.
- Henderson, J. The Medieval World of Isidore of Seville: Truth from Words. Cambridge: Cambridge University Press, 2007.
- Уколова, В. И. Античное наследие и культура раннего Средневековья. Конец V – середина VII века. М., ЛКИ, 2010.